# Gryllopsis robusta
Gryllopsis robusta är en insektsart som beskrevs av Lucien Chopard 1933. Gryllopsis robusta ingår i släktet Gryllopsis och familjen syrsor. Inga underarter finns listade i Catalogue of Life.